# Lauritz Beich
Lauritz Beich (1678-1729) var en dansk præst og salmedigter.
Han var sognepræst i Stigs Bjergby på Sjælland fra 1704 og til sin død. Han er mest kendt for salmen Bedre kan jeg ikke fare, men har herudover skrevet en lang række salmer, inspireret af Kingo.